# آهو تركبنتشه
آهو تركبنتشه (بالتركية: Ahu Türkpençe)‏ (مواليد 2 يناير 1977) هي ممثلة تركية ولدت بمدينة سامسون التركية ولم تحصل على فرصة التمثيل إلا بعد أن بلغت الثامنة عشرة من عمرها. بعد أن قدمت تجربة أداء في مركز "Mujdat Gezen" للفنون المسرحية، قررت تجميد دراستها للفيزياء في جامعة «يلدز» التقنية.
وعلى الرغم من كل الأدوار التي قامت بها، فإن دورها في مسلسل قلوب منسية ومسلسل ثمن الشهرة عام 2003 و2007 هو سبب شهرتها الحقيقية.

## إعمالها
- "Gurbetçiler"
- "Guzel Gunler"
- "Bize Ne Oldu"
- "Yedi Numara"
- "Azad"
- "Neredesin Firuze"
- " Şöhret "
- "Keloglan Kara Prense Karsi"
- "Keloglan Kara Prense Karsi"
- "Elveda Rumeli"
- "Karamel"
- "Donle Neyden".
- قلوب منسية (مسلسل)

## المصدر
موقع قناة mbc4[وصلة مكسورة]

## روابط خارجية
- آهو تركبنتشه على موقع IMDb (الإنجليزية)
- آهو تركبنتشه على موقع قاعدة بيانات الأفلام العربية
- آهو تركبنتشه على موقع ألو سيني (الفرنسية)
- آهو تركبنتشه على موقع قاعدة بيانات الفيلم (الإنجليزية)
- آهو تركبنتشه على موقع كينوبويسك (الروسية)